# چارلی گارد
چارلی گارد (انگلیسی: Charlie Gard case) ; (زاده ۴ اوت ۲۰۱۶ – درگذشته ۲۸ ژوئیهٔ ۲۰۱۷ (۱۱ ماه ۲۴ روز
)) یک پسر انگلیسی از بدفونت در لندن بود که با یک بیماری ژنتیکی صعب العلاج به نام میتوکندریایی متولد شده بود. این بیماری باعث آسیب مغزی غیرقابل بازگشت و ضعف عضلانی نوزادان از جمله عضلات مورد نیاز برای نفس کشیدن می‌شود. برای این بیماری درمانی وجود ندارد و در دوران کودکی باعث مرگ می‌شود.

## سابقه
والدین او، کریس گارد و کانی یاتس، او را در اکتبر سال ۲۰۱۶ به بیمارستان خیابان اورموند (GOSH) بردند، زیرا او دچار تنگی تنفس شدید شده بود و زیر دستگاه تنفس مکانیکی قرار داده شد.
وضعیت او همچنان در حال بدتر شدن بود و بیماری ژنتیکی وی در ماه نوامبر تشخیص داده شد. پزشکان و والدین در ابتدا برای انجام آزمایش تجربی موافقت کردند، اما پس از آنکه کودک در ماه ژانویه ۲۰۱۷ تشنج گرفت، آسیب بیشتری به مغز او وارد شد، پس از آن پزشکان تلاش برای درمان را کنار گذاشتند، زیرا این ریل بی‌فایده بود و تنها افزایش و استمرار درد برای کودک را در پی داشت. این کودک نابینا و ناشنوا بود و مدام دچار تشنج می‌شد.
پزشکان بریتانیایی که احتمال درمان را نزدیک به صفر می‌دانستند برای متوقف کردن ادامه درد و رنج این کودک به خانواده او پیشنهاد قطع دستگاه‌های کمکی را ارائه کردند تا به کودک اجازه مرگ بدهند، اما والدین هنوز هم به درمان امید داشتند و درخواست کردند تا فرزندشان را به بیمارستانی در ایالات متحده آمریکا منتقل کنند تا از درمان‌های آزمایشی برای نجات وی استفاده شود.

## پرونده‌های دادگاه
بیمارستان با درخواست والدین برای انتقال به آمریکا مخالفت کرد و این موضوع موجب شکایت والدین چارلی به دادگاه و همچنین دیوان حقوق بشر اروپا شد. شکایت‌ها از طرف دادگاه و دیوان حقوق بشر اروپا رد شد و حکم دادگاه بدوی در دادگاه عالی بریتانیا نیز تأیید شد. در نهایت مادر و پدر چارلی در ۲۴ ژوئیه ۲۰۱۷ در بیانیه‌ای اعلام کردند که روند شکایت را متوقف کرده و قصد دارند که روزهای باقی‌مانده را در کنار کودک خود بگذرانند؛ ولی از دادگاه تقاضا کردند که کودک شان به خانه منتقل شود. دراین باره نیز دادگاه در تاریخ ۲۷ ژوئیه تصمیم گرفت و درخواست انتقال کودک به خانه رد شد و با رای دادگاه چارلی به یک بیمارستان کودکان منتقل شد. در روز بعد از انتقال، تنفس مکانیکی خارج شد و وی فوت کرد.

## مرگ
چارلی گارد یک هفته قبل از اولین سالگرد تولدش روز جمعه ۲۸ ژوئیه ۲۰۱۷ در سن ۱۱ ماه و ۲۴ روز در لندن فوت کرد. والدین وی درگذشت وی را اعلام کردند.

## واکنش‌ها
داستان بیماری چارلی گارد و پیامدهای آن بطور گسترده‌ای در رسانه‌های بریتانیا و جهان بازتاب داشت و بسیاری را تحت تأثیر قرار داد.
- پاپ فرانچسکو، رهبر کاتولیک‌های جهان برای زنده ماندن چارلی و برای پدر و مادر وی دعا کرده بود.
- دونالد ترامپ رئیس‌جمهوری ایالات متحده نیز به این موضوع واکنش نشان داد و برای درمان او در آمریکا و کمک به خانواده چارلی در این رابطه اعلام آمادگی کرد.[۴]
- عده‌ای به طرفداری از وی با نام «ارتش چارلی» ۱/۳۵ میلیون پوند در وب سایت جمع‌آوری کمک برای هزینه درمان مناسب چارلی جمع‌آوری کردند.[۱]